# 武田雅哉 (情報産業研究者)
武田 雅哉（たけだ　まさや）は、京都情報大学院大学の元教授である。
専門分野は地方におけるIT産業の実態分析、PC，モバイル端末のハード及びコンテンツの変遷である。

## 略歴
- 酪農学園大学農学士
- 一般社団法人全国地域情報産業団体連合会（ANIA）事務局長，一般財団法人全国地域情報化推進協会 理事，特定非営利活動法人北海道環境保全協会 事務局長，一般社団法人日本IT団体連盟 事務局長代理
- 京都情報大学院大学 教授

## 業績
- 各都道府県にある情報産業団体の連合会組織の事務局長として地域の情報通信産業の発展や、情報通信インフラの整備、未来の社会づくりのための活動を支える。各地域情報産業協会が作成した調査報告書等を全国レベルで統合し、地域情報産業の実態を把握する調査活動を行い、関係諸官庁への政策提言や報告書を提出。また、一般財団法人全国地域情報化推進協会理事として地域IT人材の育成と教育を行っている。
- 世界中で利用が始まる地理的名称トップレベルドメインである、“.kyoto”を活用した新規ビジネスの創造や京都社会の発展への可能性について，広く一般市民にも理解してもらうためのセミナー講師を務める。
- 北海道環境保全推進委員、札幌市環境保全協議会委員として北海道、札幌市の環境保全に関する施策等について協議し、北海道民の意見を反映することができるよう活動を行い政策提言や報告書を提出。
- 特定非営利活動法人北海道開拓使の会の広報委員として、移住希望者に情報を提供するだけではなく、「先に来た者があとから来る者に手をさしのべる、という北海道を切り拓いた人たちの論理であり哲学」に基づき移住者と移住希望者の連鎖を継続するためのネットワークづくりを約20年にわたり行っている。

## 主要な研究論文
- 北海道の情報処理産業の業界構造と給与，NAIS Journal Vol.9，2014